# Фролов, Иван Васильевич (Герой Советского Союза)
Иван Васильевич Фролов (1918—1944) — лейтенант Рабоче-крестьянской Красной Армии, участник Великой Отечественной войны, Герой Советского Союза (1944).

## Биография
Родился 12 июля 1918 года в деревне Митино (ныне — Нерехтский район Костромской области). Окончил начальную школу. В июле 1941 года был призван на службу в РККА. С октября того же года — на фронтах Великой Отечественной войны. В боях несколько раз был ранен.
К сентябрю 1943 года гвардии лейтенант И. Фролов командовал миномётным взводом 234-го гвардейского стрелкового полка 76-й гвардейской стрелковой дивизии 61-й армии Центрального фронта. Отличился во время битвы за Днепр. В ночь с 27 на 28 сентября 1943 года его взвод переправился через Днепр в районе села Мысы Репкинского района Черниговской области Украинской ССР и принял активное участие в боях за захват и удержание плацдарма на западном берегу реки, после чего отразил все немецкие контратаки, уничтожив около 100 солдат и офицеров противника.
Указом Президиума Верховного Совета СССР «О присвоении звания Героя Советского Союза генералам, офицерскому, сержантскому и рядовому составу Красной Армии» от 15 января 1944 года за «образцовое выполнение боевых заданий командования по форсированию реки Днепр и проявленные при этом мужество и героизм» был удостоен звания Героя Советского Союза. Орден Ленина и медаль «Золотая Звезда» он получить не успел, так как 17 мая 1944 года умер от тяжёлой болезни. 
Похоронен в братской могиле в деревне Осташковичи Светлогорского района Гомельской области Белоруссии.
Был также награждён рядом боевых медалей.
Память
В честь Ивана Фролова названа улица в Нерехте.